# Dieter Henle
Dieter Henle (* 27. Februar 1975 in Giengen an der Brenz) ist ein deutscher Politiker (parteilos). Er ist Oberbürgermeister der baden-württembergischen Großen Kreisstadt Giengen an der Brenz.

## Leben und Beruf
2009 erhielt er vom Gemeinderat die Fachbereichsleitung für Familie, Bildung und Sport und hatte sie bis 2016 inne.
Im Mai 2016 wählte ihn der Kreistag des Landkreises Heidenheim einstimmig zum Dezernenten für Soziales und Gesundheit – Bereiche Sozial- und Jugendhilfe, Gesundheitswesen.
Dieter Henle ist verheiratet und lebt in Giengen-Hürben. Ehrenamtlich engagiert er sich als Sportkreisrat im Sportkreis Heidenheim e. V. (Aufgabengebiet Schule/Verein) und im Arbeitskreis des Handharmonika-Spielrings Schnaitheim 1935 e. V. Ferner ist er seit 2018 stellvertretender Vorsitzender des Ökumenischen Diakonie- und Krankenpflegevereins e. V. Giengen/Brenz und Mitglied der Natur-Freunde Giengen e. V. In seiner Freizeit betreibt er aktiv Sport (Laufen/Tennis).

## Politik
Am 13. Juni 2017 gab er seine Kandidatur für die Wahl zum Oberbürgermeister der Großen Kreisstadt Giengen bekannt und setzte sich am 30. Juli 2017 im zweiten Wahlgang durch. Er trat das Amt am 18. Oktober 2017 an. Er folgte Gerrit Elser nach. Bei der Oberbürgermeisterwahl am 20. Juli 2025 wurde Henle mit 98,4 Prozent der Stimmen für eine zweite Amtszeit wiedergewählt.

## Ämter
Zu den weiteren Ämtern Henles zählen der Vorsitz im Zweckverband Industriepark A7 Giengen – Herbrechtingen, der Vorsitz beim Zweckverband zur Gasversorgung des Brenztals, der stellvertretende Vorsitz beim Wasserverband Wedel-Brenz, der Aufsichtsratsvorsitz bei der Stadtwerke Giengen GmbH, die Mitgliedschaft in den Aufsichtsräten der Kreisbaugesellschaft Heidenheim mbH und der EnBW Ostwürttemberg DonauRies AG sowie der Vorsitz im Stiftungsbeirat der Kulturstiftung.

## Publikationen
- Henle, Dieter; Plieninger, Martin (2007). Das Heidenheimer Modell. Sprachförderung im Übergang vom Kindergarten in die Grundschule. In: Martin Plieninger & Eva Schumacher (Hrsg.): Auf den Anfang kommt es an – Bildung und Erziehung im Kindergarten und im Übergang zur Grundschule. Gmünder Hochschulreihe 2007.
- Henle, Dieter, Piske, Thorsten: Unterschiedliche Perspektiven zu frühkindlicher Förderung Beiträge zur Fachtagung Sprache Heidenheim. 1. Auflage. Schneider Hohengehren, Baltmannsweiler 2014, ISBN 978-3-8340-0737-7.
- Henle, Dieter; Nauwerck, Patricia (Hrsg.) (2018): Spracherwerbsprozesse unterstützen und gestalten. Theorie und Praxis der durchgängigen Sprachbildung im ein- und mehrsprachigen Kontext. Methodenhandbuch zur Erzieher-, Lehreraus- und -fortbildung. In der Reihe: Lang, Erika/Piske, Thorsten/Schlemminger, Gérald (Hrsg.): Sprachenlernen Konkret! Angewandte Linguistik und Sprachvermittlung. Band 18; 218 Seiten. Schneiderverlag Hohengehren.